# Grand Prix Chin 2013

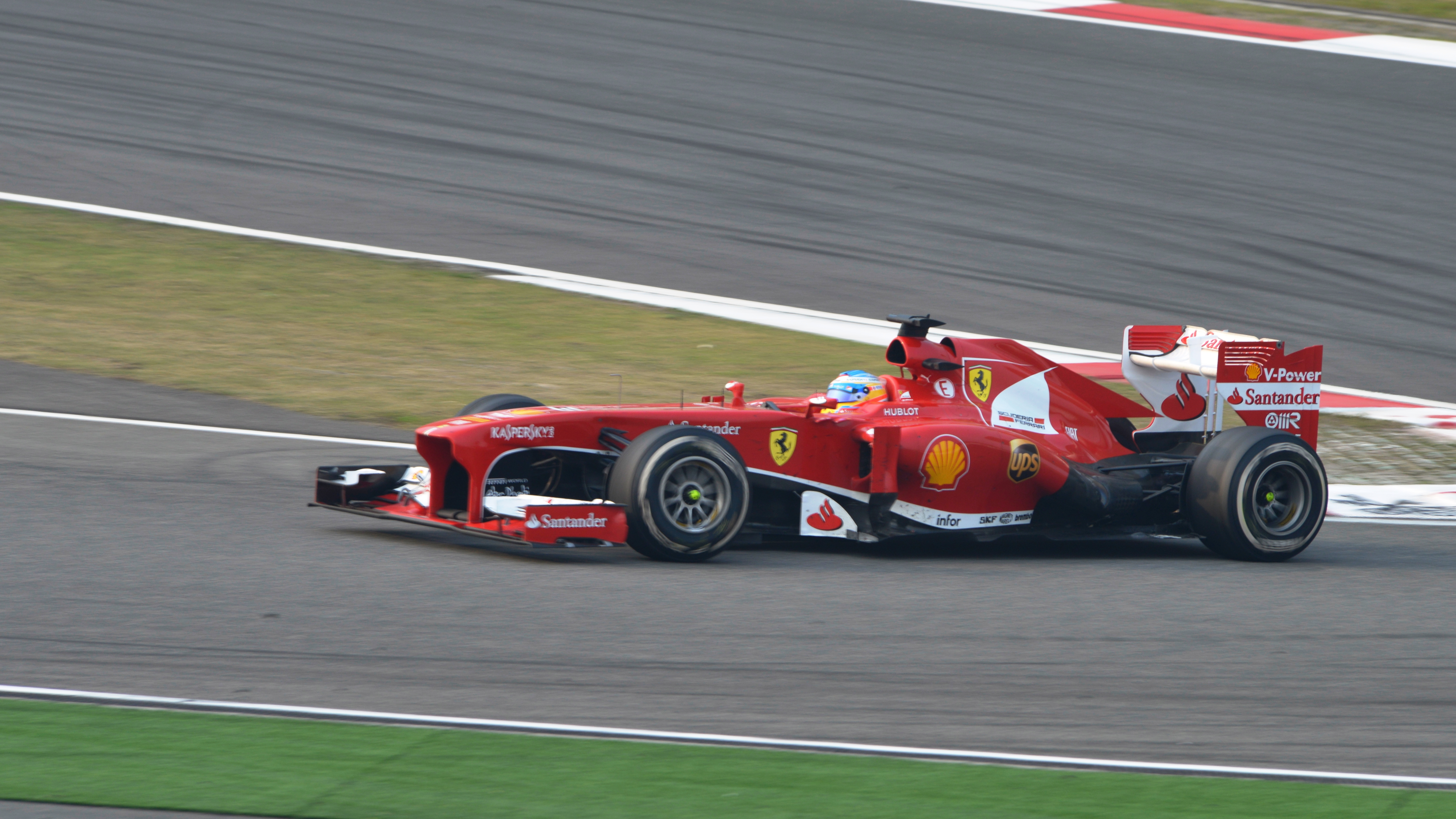
Fernando Alonso podczas Grand Prix Chin 2013

Grand Prix Chin 2013 (oficjalnie 2013 Formula 1 UBS Chinese Grand Prix) – trzecia runda Mistrzostw Świata Formuły 1 w sezonie 2013.

## Lista startowa
Na niebieskim tle kierowcy biorący udział jedynie w piątkowych treningach
| Nr | Kierowca            | Zespół                        | Samochód          | Silnik               | Opony |
| -- | ------------------- | ----------------------------- | ----------------- | -------------------- | ----- |
| 1  | Sebastian Vettel    | Infiniti Red Bull Racing      | Red Bull RB9      | Renault RS27-2013    | P     |
| 2  | Mark Webber         | Infiniti Red Bull Racing      | Red Bull RB9      | Renault RS27-2013    | P     |
| 3  | Fernando Alonso     | Scuderia Ferrari              | Ferrari F138      | Ferrari 056          | P     |
| 4  | Felipe Massa        | Scuderia Ferrari              | Ferrari F138      | Ferrari 056          | P     |
| 5  | Jenson Button       | Vodafone McLaren Mercedes     | McLaren MP4-28    | Mercedes-Benz FO108F | P     |
| 6  | Sergio Pérez        | Vodafone McLaren Mercedes     | McLaren MP4-28    | Mercedes-Benz FO108F | P     |
| 7  | Kimi Räikkönen      | Lotus F1 Team                 | Lotus E21         | Renault RS27-2013    | P     |
| 8  | Romain Grosjean     | Lotus F1 Team                 | Lotus E21         | Renault RS27-2013    | P     |
| 9  | Nico Rosberg        | Mercedes AMG Petronas F1 Team | Mercedes F1 W04   | Mercedes-Benz FO108F | P     |
| 10 | Lewis Hamilton      | Mercedes AMG Petronas F1 Team | Mercedes F1 W04   | Mercedes-Benz FO108F | P     |
| 11 | Nico Hülkenberg     | Sauber F1 Team                | Sauber C32        | Ferrari 056          | P     |
| 12 | Esteban Gutiérrez   | Sauber F1 Team                | Sauber C32        | Ferrari 056          | P     |
| 14 | Paul di Resta       | Sahara Force India F1 Team    | Force India VJM06 | Mercedes-Benz FO108F | P     |
| 15 | Adrian Sutil        | Sahara Force India F1 Team    | Force India VJM06 | Mercedes-Benz FO108F | P     |
| 16 | Pastor Maldonado    | Williams F1 Team              | Williams FW35     | Renault RS27-2013    | P     |
| 17 | Valtteri Bottas     | Williams F1 Team              | Williams FW35     | Renault RS27-2013    | P     |
| 18 | Jean-Éric Vergne    | Scuderia Toro Rosso           | Toro Rosso STR8   | Ferrari 056          | P     |
| 19 | Daniel Ricciardo    | Scuderia Toro Rosso           | Toro Rosso STR8   | Ferrari 056          | P     |
| 20 | Charles Pic         | Caterham F1 Team              | Caterham CT03     | Renault RS27-2013    | P     |
| 20 | Ma Qinghua          | Caterham F1 Team              | Caterham CT03     | Renault RS27-2013    | P     |
| 21 | Giedo van der Garde | Caterham F1 Team              | Caterham CT03     | Renault RS27-2013    | P     |
| 22 | Jules Bianchi       | Marussia F1 Team              | Marussia MR02     | Cosworth CA2013      | P     |
| 23 | Max Chilton         | Marussia F1 Team              | Marussia MR02     | Cosworth CA2013      | P     |
| Nr | Kierowca            | Zespół                        | Samochód          | Silnik               | Opony |

## Wyniki

### Sesje treningowe
Źródło: Wyprzedź Mnie!
| Sesja | Nr | Kierowca        | Konstruktor | Czas     | Okr. |
| ----- | -- | --------------- | ----------- | -------- | ---- |
| 1     | 9  | Nico Rosberg    | Mercedes    | 1:36,717 | 21   |
| 2     | 4  | Felipe Massa    | Ferrari     | 1:35,340 | 32   |
| 3     | 3  | Fernando Alonso | Ferrari     | 1:35,391 | 13   |

### Kwalifikacje
Źródło: Wyprzedź Mnie!
| Poz. | Nr | Kierowca            | Konstruktor          | Q1       | Q2       | Q3       | Poz. s. |
| ---- | -- | ------------------- | -------------------- | -------- | -------- | -------- | ------- |
| 1    | 10 | Lewis Hamilton      | Mercedes             | 1:35,793 | 1:35,078 | 1:34,484 | 1       |
| 2    | 7  | Kimi Räikkönen      | Lotus-Renault        | 1:37,046 | 1:35,659 | 1:34,761 | 2       |
| 3    | 3  | Fernando Alonso     | Ferrari              | 1:36,253 | 1:35,148 | 1:34,788 | 3       |
| 4    | 9  | Nico Rosberg        | Mercedes             | 1:35,959 | 1:35,537 | 1:34,861 | 4       |
| 5    | 4  | Felipe Massa        | Ferrari              | 1:35,972 | 1:35,403 | 1:34,933 | 5       |
| 6    | 8  | Romain Grosjean     | Lotus-Renault        | 1:36,929 | 1:36,065 | 1:35,364 | 6       |
| 7    | 19 | Daniel Ricciardo    | Toro Rosso-Ferrari   | 1:36,993 | 1:36,258 | 1:35,998 | 7       |
| 8    | 5  | Jenson Button       | McLaren-Mercedes     | 1:36,667 | 1:35,784 | 2:08,673 | 8       |
| 9    | 1  | Sebastian Vettel    | Red Bull-Renault     | 1:36,537 | 1:35,343 | –        | 9       |
| 10   | 11 | Nico Hülkenberg     | Sauber-Ferrari       | 1:36,958 | 1:36,261 | –        | 10      |
| 11   | 14 | Paul di Resta       | Force India-Mercedes | 1:37,478 | 1:36,287 | –        | 11      |
| 12   | 6  | Sergio Pérez        | McLaren-Mercedes     | 1:36,952 | 1:36,314 | –        | 12      |
| 13   | 15 | Adrian Sutil        | Force India-Mercedes | 1:37,349 | 1:36,405 | –        | 13      |
| 14   | 2  | Mark Webber         | Red Bull-Renault     | 1:36,148 | 1:36,679 | –        | PIT     |
| 15   | 16 | Pastor Maldonado    | Williams-Renault     | 1:37,281 | 1:37,139 | –        | 14      |
| 16   | 18 | Jean-Éric Vergne    | Toro Rosso-Ferrari   | 1:37,508 | 1:37,199 | –        | 15      |
| 17   | 17 | Valtteri Bottas     | Williams-Renault     | 1:37,769 | –        | –        | 16      |
| 18   | 12 | Esteban Gutiérrez   | Sauber-Ferrari       | 1:37,990 | –        | –        | 17      |
| 19   | 22 | Jules Bianchi       | Marussia-Cosworth    | 1:38,780 | –        | –        | 18      |
| 20   | 23 | Max Chilton         | Marussia-Cosworth    | 1:39,537 | –        | –        | 19      |
| 21   | 20 | Charles Pic         | Caterham-Renault     | 1:39,614 | –        | –        | 20      |
| 22   | 21 | Giedo van der Garde | Caterham-Renault     | 1:39,660 | –        | –        | 21      |

### Wyścig
Źródło: Wyprzedź Mnie!
| P                 | + / –     | Nr | Kierowca            | Konstruktor          | Okr. | Czas / Strata         | Komentarz |
| ----------------- | --------- | -- | ------------------- | -------------------- | ---- | --------------------- | --------- |
| 1                 | 2         | 3  | Fernando Alonso     | Ferrari              | 56   | 1h36m26,945           |           |
| 2                 | Bez zmian | 7  | Kimi Räikkönen      | Lotus-Renault        | 56   | +0:10,168             |           |
| 3                 | 2         | 10 | Lewis Hamilton      | Mercedes             | 56   | +0:12,322             |           |
| 4                 | 5         | 1  | Sebastian Vettel    | Red Bull-Renault     | 56   | +0:12,525             |           |
| 5                 | 3         | 5  | Jenson Button       | McLaren-Mercedes     | 56   | +0:35,285             |           |
| 6                 | 1         | 4  | Felipe Massa        | Ferrari              | 56   | +0:40,827             |           |
| 7                 | Bez zmian | 19 | Daniel Ricciardo    | Toro Rosso-Ferrari   | 56   | +0:42,691             |           |
| 8                 | 3         | 14 | Paul di Resta       | Force India-Mercedes | 56   | +0:51,084             |           |
| 9                 | 3         | 8  | Romain Grosjean     | Lotus-Renault        | 56   | +0:53,423             |           |
| 10                | Bez zmian | 11 | Nico Hülkenberg     | Sauber-Ferrari       | 56   | +0:56,598             |           |
| 11                | 1         | 6  | Sergio Pérez        | McLaren-Mercedes     | 56   | +1:03,860             |           |
| 12                | 3         | 18 | Jean-Éric Vergne    | Toro Rosso-Ferrari   | 56   | +1:12,604             |           |
| 13                | 3         | 17 | Valtteri Bottas     | Williams-Renault     | 56   | +1:33,861             |           |
| 14                | Bez zmian | 16 | Pastor Maldonado    | Williams-Renault     | 56   | +1:35,453             |           |
| 15                | 3         | 22 | Jules Bianchi       | Marussia-Cosworth    | 55   | +1 okr.               |           |
| 16                | 4         | 20 | Charles Pic         | Caterham-Renault     | 55   | +1 okr.               |           |
| 17                | 2         | 23 | Max Chilton         | Marussia-Cosworth    | 55   | +1 okr.               |           |
| 18                | 3         | 21 | Giedo van der Garde | Caterham-Renault     | 55   | +1 okr.               |           |
| Niesklasyfikowani |           |    |                     |                      |      |                       |           |
|                   |           | 9  | Nico Rosberg        | Mercedes             | 21   | zawieszenie           |           |
|                   |           | 2  | Mark Webber         | Red Bull-Renault     | 15   | koło                  |           |
|                   |           | 15 | Adrian Sutil        | Force India-Mercedes | 5    | kolizja z Gutiérrezem |           |
|                   |           | 12 | Esteban Gutiérrez   | Sauber-Ferrari       | 4    | kolizja z Sutilem     |           |
| P                 | + / –     | Nr | Kierowca            | Konstruktor          | Okr. | Czas / Strata         | Komentarz |

### Najszybsze okrążenie
Źródło: Wyprzedź Mnie!
| Nr | Kierowca         | Konstruktor | Czas     | Okr. |
| -- | ---------------- | ----------- | -------- | ---- |
| 1  | Sebastian Vettel | Red Bull    | 1:36,808 | 53   |

## Prowadzenie w wyścigu
| Nr                              | Kierowca         | Okrążenia                | Suma |
| ------------------------------- | ---------------- | ------------------------ | ---- |
| 3                               | Fernando Alonso  | 5-6, 20-23, 29-41, 42-56 | 31   |
| 1                               | Sebastian Vettel | 23-29, 41-42             | 7    |
| 11                              | Nico Hülkenberg  | 7-14                     | 7    |
| 5                               | Jenson Button    | 14-20                    | 6    |
| 10                              | Lewis Hamilton   | 1-5                      | 4    |
| 4                               | Felipe Massa     | 6-7                      | 1    |
| \| Wykres \| \| ------ \| \| \| |                  |                          |      |
| Wykres                          |                  |                          |      |
|                                 |                  |                          |      |

## Klasyfikacja po wyścigu

### Kierowcy
| P  | +/− | Kierowca            | Starty | Punkty | P1 | P2 | P3 | PP | NO | NS |
| -- | --- | ------------------- | ------ | ------ | -- | -- | -- | -- | -- | -- |
| 1  | 0   | Sebastian Vettel    | 3      | 52     | 1  | –  | 1  | 2  | 1  | –  |
| 2  | 0   | Kimi Räikkönen      | 3      | 49     | 1  | 1  | –  | –  | 1  | –  |
| 3  | +3  | Fernando Alonso     | 3      | 43     | 1  | 1  | –  | –  | –  | 1  |
| 4  | 0   | Lewis Hamilton      | 3      | 40     | –  | –  | 2  | 1  | –  | –  |
| 5  | 0   | Felipe Massa        | 3      | 30     | –  | –  | –  | –  | –  | –  |
| 6  | −3  | Mark Webber         | 3      | 26     | –  | 1  | –  | –  | –  | 1  |
| 7  | 0   | Nico Rosberg        | 3      | 12     | –  | –  | –  | –  | –  | 2  |
| 8  | +5  | Jenson Button       | 3      | 12     | –  | –  | –  | –  | –  | –  |
| 9  | −1  | Romain Grosjean     | 3      | 11     | –  | –  | –  | –  | –  | –  |
| 10 | 0   | Paul di Resta       | 3      | 8      | –  | –  | –  | –  | –  | 1  |
| 11 | +10 | Daniel Ricciardo    | 3      | 6      | –  | –  | –  | –  | –  | 1  |
| 12 | −3  | Adrian Sutil        | 3      | 6      | –  | –  | –  | –  | –  | 2  |
| 13 | −2  | Nico Hülkenberg     | 2      | 5      | –  | –  | –  | –  | –  | –  |
| 14 | −2  | Sergio Pérez        | 3      | 2      | –  | –  | –  | –  | 1  | –  |
| 15 | −1  | Jean-Éric Vergne    | 3      | 1      | –  | –  | –  | –  | –  | –  |
| 16 | −1  | Valtteri Bottas     | 3      | 0      | –  | –  | –  | –  | –  | –  |
| 17 | −1  | Esteban Gutiérrez   | 3      | 0      | –  | –  | –  | –  | –  | 1  |
| 18 | −1  | Jules Bianchi       | 3      | 0      | –  | –  | –  | –  | –  | –  |
| 19 | −1  | Charles Pic         | 3      | 0      | –  | –  | –  | –  | –  | –  |
| 20 | N   | Pastor Maldonado    | 3      | 0      | –  | –  | –  | –  | –  | 2  |
| 21 | −2  | Giedo van der Garde | 3      | 0      | –  | –  | –  | –  | –  | –  |
| 22 | −2  | Max Chilton         | 3      | 0      | –  | –  | –  | –  | –  | –  |
| P  | +/− | Kierowca            | Starty | Punkty | P1 | P2 | P3 | PP | NO | NS |

### Konstruktorzy
| P  | +/− | Konstruktor          | Starty | Punkty | P1 | P2 | P3 | PP | NO | NS |
| -- | --- | -------------------- | ------ | ------ | -- | -- | -- | -- | -- | -- |
| 1  | 0   | Red Bull-Renault     | 6      | 78     | 1  | 1  | 1  | 2  | 1  | 1  |
| 2  | +1  | Ferrari              | 6      | 73     | 1  | 1  | –  | –  | –  | 1  |
| 3  | −1  | Lotus-Renault        | 6      | 60     | 1  | 1  | –  | –  | 1  | –  |
| 4  | 0   | Mercedes             | 6      | 52     | –  | –  | 2  | 1  | –  | 1  |
| 5  | +2  | McLaren-Mercedes     | 6      | 14     | –  | –  | –  | –  | 1  | –  |
| 6  | −1  | Force India-Mercedes | 6      | 14     | –  | –  | –  | –  | –  | 3  |
| 7  | +1  | Toro Rosso-Ferrari   | 6      | 7      | –  | –  | –  | –  | –  | 1  |
| 8  | −2  | Sauber-Ferrari       | 5      | 5      | –  | –  | –  | –  | –  | 1  |
| 9  | 0   | Williams-Renault     | 6      | 0      | –  | –  | –  | –  | –  | 2  |
| 10 | 0   | Marussia-Cosworth    | 6      | 0      | –  | –  | –  | –  | –  | –  |
| 11 | 0   | Caterham-Renault     | 6      | 0      | –  | –  | –  | –  | –  | –  |
| P  | +/− | Konstruktor          | Starty | Punkty | P1 | P2 | P3 | PP | NO | NS |